# Jean van Ruymbeke
Jean van Ruymbeke (Kortrijk, 26 maart 1846 - Oedelem, 27 juli 1924) was burgemeester van de voormalige Belgische gemeente Oedelem van 1897 tot 1907.

## Levensloop
Jean van Ruymbeke, zoon van Paul van Ruymbeke (1810-1876) en Adelaïde Ysenbrant d'Oudenfort (†1905), behoorde tot een vooraanstaande Kortrijkse familie. Hij trouwde in 1893 met de vijftien jaar jongere Henriette van Hoobrouck de Mooreghem (Ename 1861 - Oedelem 1935). Ze woonden op het kasteel de Wapenaer, dat hij in 1888 liet bouwen in de Ruweschuurstraat op de Oedelemse parochie Oostveld.
Hij was bibliofiel, historicus en archeoloog, mede-oprichter en eerste conservator van het archeologisch museum van Kortrijk. Hij was ook briefwisselend lid van de Koninklijke Commissie voor Monumenten en Landschappen.
In 1903 was hij, samen met andere burgemeesters, mede-oprichter en bestuurder van de naamloze maatschappij van buurtspoorwegen van het Noorden van West Vlaanderen.